# Thrissur
Thrissur o Trichur (Trissivaperur, malayalam: തൃശൂര്‍) és una ciutat i corporació municipal de Kerala, capital del districte de Thrissur. És considerada capital cultural de Kerala. Thrissur fou fundada el 1084 i fou declarada municipalitat l'1 de juliol de 1949 passant a Coroporació Municipal l'1 d'octubre del 2000 amb els panchayats d'Ayyanthole, Koorkkenchery, Nadathara, Vilvattom (part), Ollur i Ollukkara, formada per tres assemblees (Thrissur, Ollur, Cherpu) i amb 50 membres electes (un per cada ward). Consta al cens del 2001 amb una població de 317.474 habitants; un segle abans, el 1901, eren 15.585 habitants.

## Història
La regió de Thrissur formà part del Regne Txera que tenia per capital a Vanchi. Entre el segle ix i el XII la zona fou regida pels kulasekhares de Mahodayapuram. La tradició diu que fou fundada el 1084 per Parasurama. Al segle xii es va iniciar l'era Pudu Vaipu i Thrissur va canviar de mans als segles XIV i XV; els zamoríns (sammothiri) de Calicut van emergir com a governants de la zona i la dominaven quan van arribar els portuguesos que la van ocupar. El segle xvii hi van arribar holandesos i anglesos que van disputar el comerç als portuguesos. El zamorín la va ocupar el 1760. El 1774 el palau fou fortificat (les fortificacions estan modernament en ruïnes). El 1776 va caure en mans d'Haidar Ali de Mysore (un exèrcit manat per Sardar Khan) i el 1789 en mans de Tipu Sultan, passant finalment a Cochin el 1792 i fou per un temps la capital de l'estat. La ciutat disposa de diverses esglésies cristianes (les més notables dels caldeus sirians, romanosirians i protestants) i el temple de Vadakunnatban, considerat el més antic de la costa occidental.